# 三重マリンセンター海の学舎
三重マリンセンター海の学舎（みえマリンセンターうみのまなびや）は、三重県津市にある株式会社マリーナ河芸が運営する宿泊研修施設。旧称は岐阜マリンスポーツセンター（ぎふマリンスポーツセンター）であり、岐阜県が運営する公共施設であった。
内陸県である岐阜県が、県民が海と触れ合うことができる施設として、三重県に開設した施設であった。マリンレクリエーションの普及を行うと共に海でのマナーや海難事故を防ぐための安全講習、また、マリンスポーツの競技力向上を図るための拠点施設である。

## 概況
本館は鉄筋コンクリート造2階建（1階延床面積1,177.41m2、2階延床面積741.43m2）。
- 1階には、ロビー、ラウンジ、ミーティングルーム、トレーニングルームの他、ヨット60艇が収納できる艇庫と船具庫がある[1]。2階には、事務室、宿泊室（2人部屋2室、4人部屋2室、8人部屋6室）、食堂、浴室などがある[1]。屋外には野積場（54艇）がある[1]。
- 伊勢湾に面し、カヌー、サーフィン、ウィンドサーフィン、ヨット等のマリンスポーツ。砂浜を利用してのビーチバレー、砂遊び。干潟を利用した生物観察、干潟観察、野鳥観察ができる。

## 歴史
内陸県である岐阜県が県民のマリンレクリエーションの利便を図るため、三重県河芸町（合併前）の河芸港において株式会社マリーナ河芸から土地を30年間の契約で賃借した上で建設された。岐阜県が公の施設を区域外の三重県に設置することとなるため、地方自治法第244条の3の規定に基づき、三重県、河芸町（当時）、岐阜県の三者協議が行われ、2000年（平成12年）3月に設置に関する協定書を締結した。
そして2000年（平成12年）7月20日に「岐阜マリンスポーツセンター」として供用を開始した。岐阜県民以外の人も利用可能とされ、三重県は企業研修、自治体研修、各種講習会、合宿などに使用していた。株式会社マリーナ河芸は1990年（平成2年）に三重県等が出資する第三セクター方式で設立された会社で、河芸港内に施設を有しており、「岐阜マリンスポーツセンター」についても2006年（平成18年）から2011年（平成23年）まで指定管理者となっていた。
岐阜県では2012年に開催予定の第67回国民体育大会のセーリング競技の会場として「岐阜マリンスポーツセンター」の使用を検討していたが、2005年1月31日に現地を視察した日本セーリング連盟は国民体育大会会場として不適と判断した。
2010年2月19日、岐阜県は「行財政改革アクションプラン案」を公表し、2010年度中の休廃止を示唆した。そして2011年4月に閉鎖、岐阜県は指定管理者であったマリーナ河芸に施設を無償譲渡した。そして同年11月にマリーナ河芸は「三重マリンセンター海の学舎」として再オープンした。

## 休館日
- 毎週火曜日（3月1日 - 7月19日、9月1日 - 30日） 7月20日から8月31日は毎日営業
- 毎週火・水曜日（10月1日から2月末日の期）

## アクセス

### 道路
- 国道23号「千里団地入口」交差点より約500m。

### 公共交通機関
- 伊勢鉄道伊勢上野駅より徒歩20分
- 近畿日本鉄道名古屋線千里駅より徒歩8分